# Giro di Sardegna 1972
Il Giro di Sardegna 1972, quindicesima edizione della corsa, si svolse dal 27 febbraio al 2 marzo 1972 su un percorso di 861,5 km, suddiviso su 5 tappe, la seconda suddivisa su 2 semitappe, con partenza da Roma e arrivo a Santa Teresa Gallura. La vittoria fu appannaggio dell'italiano Marino Basso, che completò il percorso in 22h15'48", precedendo i belgi Antoon Houbrechts e Patrick Sercu.
Sul traguardo di Santa Teresa Gallura 48 ciclisti portarono a termine la competizione.

## Tappe
| Tappa  | Data        | Percorso                            | km    | Vincitore di tappa | Leader cl. generale |
| ------ | ----------- | ----------------------------------- | ----- | ------------------ | ------------------- |
| 1ª     | 27 febbraio | Roma > Civitavecchia                | 153   | Roger De Vlaeminck | Roger De Vlaeminck  |
| 2ª-1   | 28 febbraio | Cagliari > Sant'Antioco             | 109   | Marino Basso       | Marino Basso        |
| 2ª-2   | 28 febbraio | Sant'Antioco > Oristano             | 143,9 | Marino Basso       | Marino Basso        |
| 3ª     | 29 febbraio | Oristano > Nuoro                    | 141   | Antoon Houbrechts  | Marino Basso        |
| 4ª     | 1º marzo    | Nuoro > Porto Torres                | 170   | Gerben Karstens    | Marino Basso        |
| 5ª     | 2 marzo     | Porto Torres > Santa Teresa Gallura | 145,6 | Patrick Sercu      | Marino Basso        |
| Totale | Totale      | Totale                              | 861,5 |                    |                     |

## Dettagli delle tappe

### 1ª tappa
- 27 febbraio: Roma > Civitavecchia – 153 km

Risultati
| Pos. | Corridore          | Squadra   | Tempo    |
| ---- | ------------------ | --------- | -------- |
| 1    | Roger De Vlaeminck | Dreher    | 4h19'50" |
| 2    | Marino Basso       | Salvarani | a 2"     |
| 3    | Gerben Karstens    | Rokado    | s.t.     |

| Pos. | Corridore          | Squadra | Tempo |
| ---- | ------------------ | ------- | ----- |
| 1    | Roger De Vlaeminck | Dreher  | ?     |

### 2ª tappa, 1ª semitappa
- 28 febbraio: Cagliari > Sant'Antioco – 109 km

Risultati
| Pos. | Corridore           | Squadra   | Tempo    |
| ---- | ------------------- | --------- | -------- |
| 1    | Marino Basso        | Salvarani | 2h40'05" |
| 2    | Al. Van Vlierberghe | Ferretti  | s.t.     |
| 3    | Gerben Karstens     | Rokado    | s.t.     |

| Pos. | Corridore    | Squadra   | Tempo |
| ---- | ------------ | --------- | ----- |
| 1    | Marino Basso | Salvarani | ?     |

### 2ª tappa, 2ª semitappa
- 28 febbraio: Sant'Antioco > Oristano – 143,9 km

Risultati
| Pos. | Corridore          | Squadra   | Tempo    |
| ---- | ------------------ | --------- | -------- |
| 1    | Marino Basso       | Salvarani | 4h00'03" |
| 2    | Roger De Vlaeminck | Dreher    | s.t.     |
| 3    | Gerben Karstens    | Rokado    | s.t.     |

| Pos. | Corridore    | Squadra   | Tempo |
| ---- | ------------ | --------- | ----- |
| 1    | Marino Basso | Salvarani | ?     |

### 3ª tappa
- 29 febbraio: Oristano > Nuoro – 141 km

Risultati
| Pos. | Corridore         | Squadra   | Tempo    |
| ---- | ----------------- | --------- | -------- |
| 1    | Antoon Houbrechts | Salvarani | 3h20'33" |
| 2    | Giuseppe Perletto | Zonca     | s.t.     |
| 3    | Patrick Sercu     | Dreher    | a 18"    |

| Pos. | Corridore    | Squadra   | Tempo |
| ---- | ------------ | --------- | ----- |
| 1    | Marino Basso | Salvarani | ?     |

### 4ª tappa
- 1º marzo: Nuoro > Porto Torres – 170 km

Risultati
| Pos. | Corridore          | Squadra   | Tempo    |
| ---- | ------------------ | --------- | -------- |
| 1    | Gerben Karstens    | Rokado    | 4h10'10" |
| 2    | Roger De Vlaeminck | Dreher    | s.t.     |
| 3    | Marino Basso       | Salvarani | s.t.     |

| Pos. | Corridore    | Squadra   | Tempo |
| ---- | ------------ | --------- | ----- |
| 1    | Marino Basso | Salvarani | ?     |

### 5ª tappa
- 2 marzo: Porto Torres > Santa Teresa Gallura – 145,6 km

Risultati
| Pos. | Corridore          | Squadra | Tempo    |
| ---- | ------------------ | ------- | -------- |
| 1    | Patrick Sercu      | Dreher  | 3h43'15" |
| 2    | Roger De Vlaeminck | Dreher  | s.t.     |
| 3    | Gerben Karstens    | Rokado  | s.t.     |

| Pos. | Corridore         | Squadra   | Tempo     |
| ---- | ----------------- | --------- | --------- |
| 1    | Marino Basso      | Salvarani | 22h15'48" |
| 2    | Antoon Houbrechts | Salvarani | a 38"     |
| 3    | Patrick Sercu     | Dreher    | a 46"     |

## Classifiche finali

### Classifica generale
| Pos. | Corridore              | Squadra    | Tempo     |
| ---- | ---------------------- | ---------- | --------- |
| 1    | Marino Basso           | Salvarani  | 22h15'48" |
| 2    | Antoon Houbrechts      | Salvarani  | a 38"     |
| 3    | Patrick Sercu          | Dreher     | a 46"     |
| 4    | Giuseppe Perletto      | Zonca      | a 48"     |
| 5    | Albert Van Vlierberghe | Ferretti   | a 1'10"   |
| 6    | Willy De Geest         | Van Cauter | a 1'29"   |
| 7    | Michele Dancelli       | Scic       | a 1'30"   |
| 8    | Franco Bitossi         | Filotex    | s.t.      |
| 9    | Jos Huysmans           | Molteni    | s.t.      |
| 10   | Wilmo Francioni        | Ferretti   | s.t.      |